# Valter Chrintz
Valter Chrintz (Kristianstad, 26 de abril del 2000) es un jugador de balonmano sueco que juega de extremo derecho en el Füchse Berlin. Es internacional con la selección de balonmano de Suecia.
Su primer gran campeonato con la selección fue el Campeonato Europeo de Balonmano Masculino de 2020.

## Palmarés

### IFK Kristianstad
- Liga sueca de balonmano masculino (1): 2018

### Füchse Berlin
- Liga Europea de la EHF (1): 2023
- Liga de Alemania de balonmano (1): 2025

## Clubes
| Club             | País     | Año         |
| ---------------- | -------- | ----------- |
| IFK Kristianstad | Suecia   | - 2020      |
| Füchse Berlin    | Alemania | 2020 - Act. |